# Stanislav Kosior

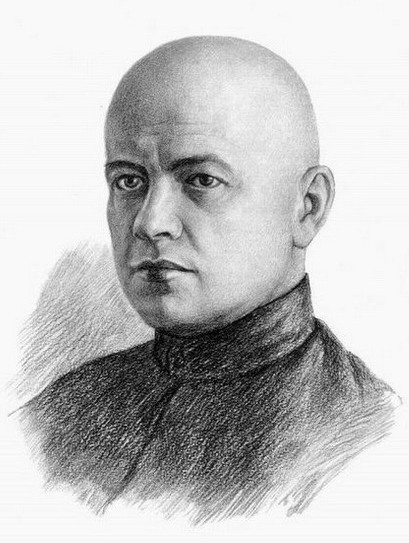
Stanislav Kosior

Stanislav Vikentjevitsj Kosior (Russisch: Станислав Викентьевич Косиор) (Węgrów, 18 november 1889 – Moskou, 26 februari 1939) was een Sovjet-Russisch (Oekraïens) politicus.

## Leven
Kosior was de zoon van een eenvoudige handelsreiziger van Hongaarse komaf, die zich in Oekraïne vestigde. In 1907 sloot Kosior zich aan bij de Russische Sociaaldemocratische Arbeiderspartij Toen hij in 1913 naar Moskou trok werd hij door de partij naar Kiev gestuurd om daar illegale partijcellen aan te voeren, maar hij werd vervolgens al snel door de Ochrana opgepakt en naar Siberië gedeporteerd.
Na de februarirevolutie (1917) ging Kosior naar Sint-Petersburg en sloot zich aan bij de Bolsjewieken. Na de oktoberrevolutie werd hij door de partij naar het door Duitsland bezette deel van Oekraïne gezonden om zich daar in te zetten voor de Bolsjewistische zaak. Toen de vrede van Brest-Litovsk getekend was keerde hij terug naar Moskou en klom daar snel op naar het centrum van de macht. In 1922 werd hij secretaris van de Siberische partijafdeling, van 1925 tot 1928 was hij secretaris van het Centraal Comité van de Communistische Partij van de Sovjet-Unie en van 1928 tot 1938 was hij secretaris van de Oekraïense partijafdeling, een functie waarin hij werd opgevolgd door Nikita Chroesjtsjov. Van 1930 tot 1938 was hij ook volledig lid van het Politbureau. In 1935 kreeg hij de Leninorde uitgereikt.
Kosior wordt door historici medeverantwoordelijk gehouden voor de enorme hongersnoden in Oekraïne (Holodomor) in de periode 1932 en 1933.
Ten tijde van de Grote Zuivering, in 1938, werd Kosior gearresteerd, tijdens een schijnproces ter dood veroordeeld en begin 1939 geëxecuteerd, op dezelfde dag als Jan Roedzoetak. In 1956 werd hij onder Chroesjtsjov  gerehabiliteerd.
Ook Kosiors broers Vladislav en Josif, beide ook vooraanstaande partijmannen, vielen ten offer aan de Stalinterreur en werden reeds in 1937-1938 doodgeschoten.